# Chiesa di San Francesco del Prato
La chiesa di San Francesco del Prato è un luogo di culto cattolico dalle forme gotiche, situato in piazzale San Francesco 4 a Parma, nell'omonima provincia.

## Storia

### Origini

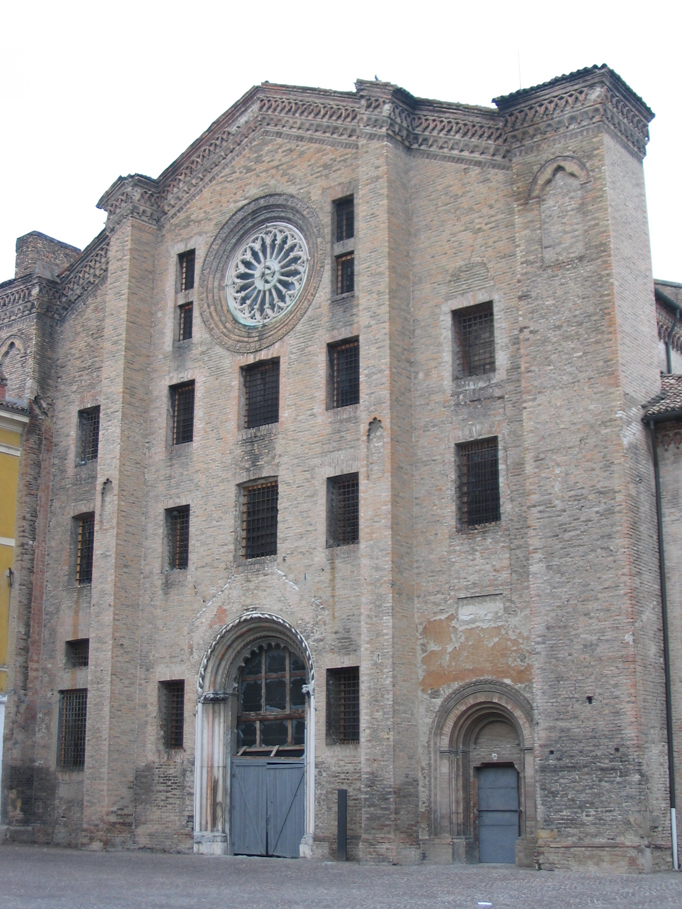
La facciata prima dei restauri

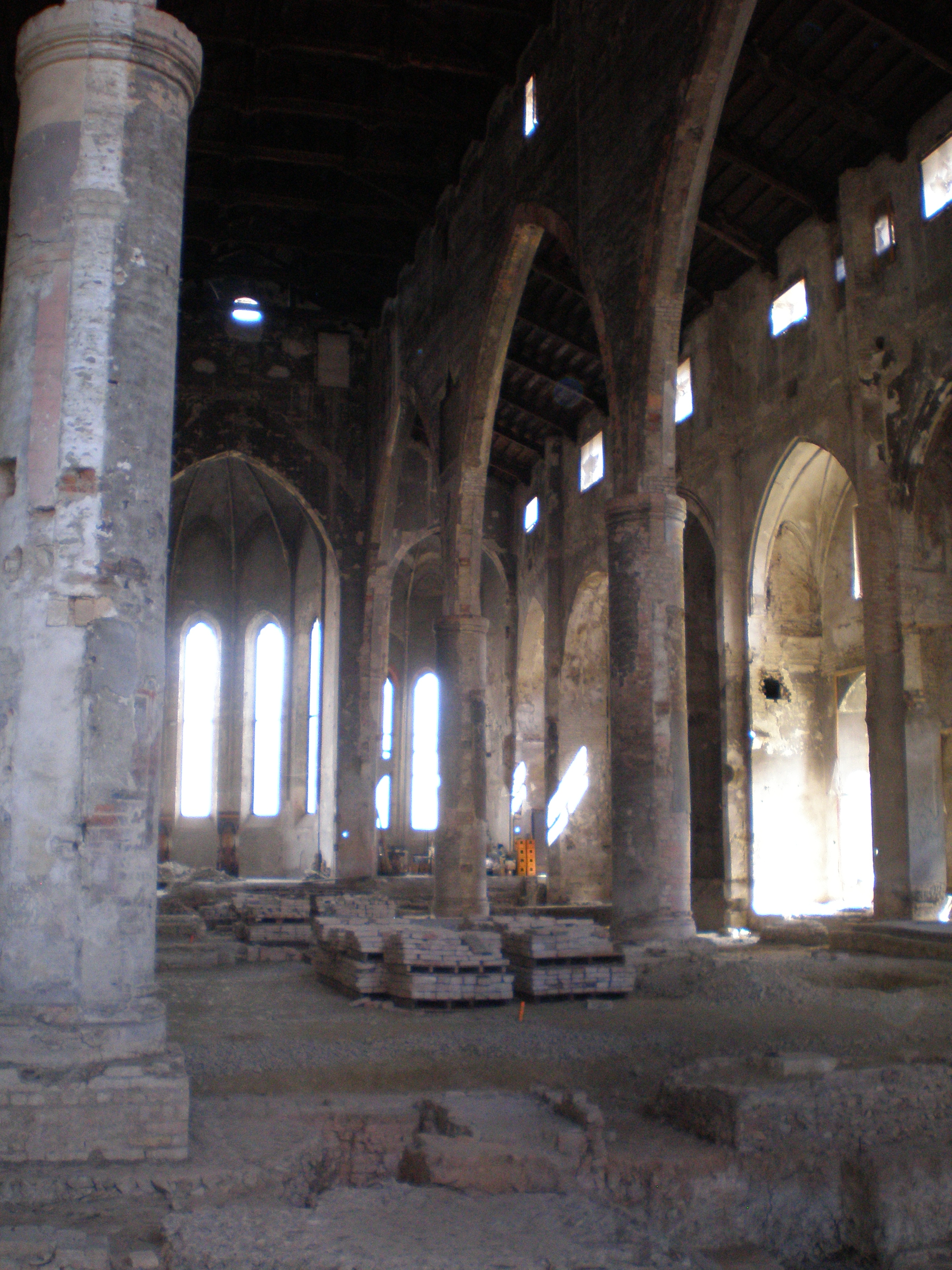
L'interno prima dei restauri

Prima sede dei francescani a Parma, venne edificata nel XIII secolo grazie ai singoli spontanei contributi della popolazione, che donò materiali e manodopera. Nei secoli successivi divenne una delle chiese più importanti della città, tanto che le più prestigiose famiglie nobili la scelsero come proprio luogo di sepoltura; tra queste vi sono la famiglia Arcimboldi, i Terzi, i Rossi, i Sanvitale, i marchesi Meli Lupi e gli Aldighieri. In questo convento sono stati avviati alla vita religiosa francescana personaggi significativi come fra' Salimbene de Adam, uno dei maggiori cronisti del Medioevo, e il beato Giovanni Buralli, Ministro generale dell'Ordine (1247-1257), mentre nel 1260 Gherardo Segarelli, futuro eretico capo degli apostolici, tentò inutilmente di entrare nell'Ordine. 
Divenne presto anche sede di uno Studium Generale dell'Ordine minoritico e tale continuò ad essere anche quando, con la divisione dell'Ordine, rimase ai Frati Minori di tradizione conventuale. Infatti vi insegnò anche il celebre teologo scotista Bartolomeo Mastri da Meldola, OFMConv. Il venerabile padre Lino Maupas, pur essendo del Convento osservante dell'Annunziata, qui visse e operò nel periodo in cui l'edificio non era più convento ma carcere.
Notevole attenzione venne data in fase di costruzione e progettazione, alla numerologia simbolica e alla posizione della chiesa rispetto alla città. Se si congiungono i principali monasteri costruiti alla metà del XIII secolo, si vede chiaramente che la loro costruzione non è affatto casuale, ma anzi, formano un perfetto rettangolo aureo. In più, se si congiunge con una linea teorica, l'affresco situato all'interno del battistero di Parma rappresentante san Francesco, con il centro del battistero stesso, e si prolunga questa linea anche all'esterno del battistero, la linea giunge esattamente davanti all'entrata di San Francesco del Prato.
Il rosone, opera del maestro Alberto da Verona, venne realizzato nel 1461 e il suo diametro, al netto della cornice in cotto è pari ad una pertica parmigiana, cioè 3,27 metri. È composto da 16 raggi, numero che per gli occultisti medievali rappresentava la casa di Dio.

### Dal 1800 ad oggi

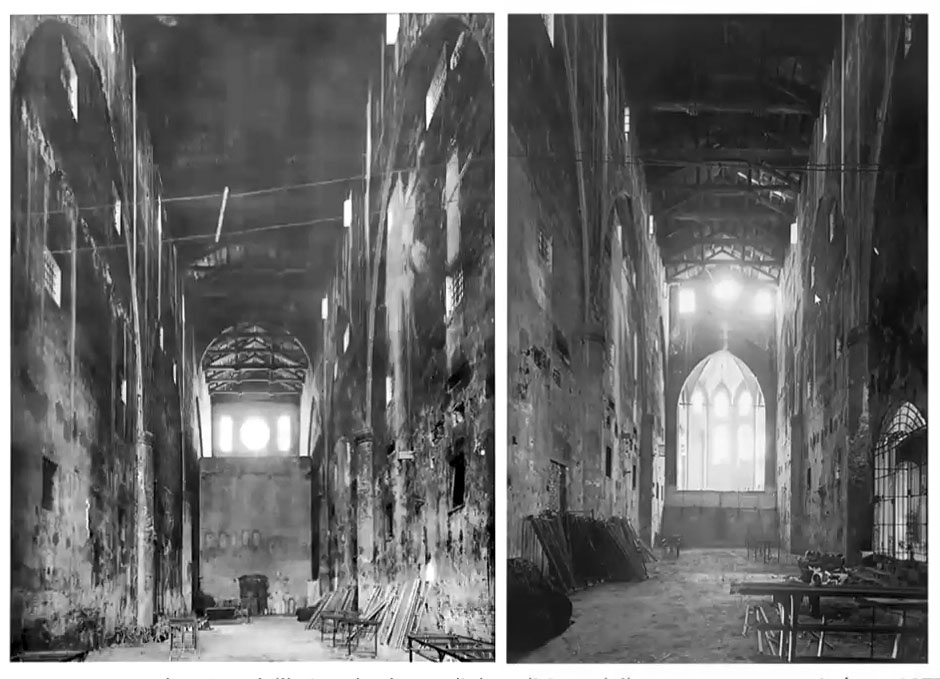
L'interno (controfacciata e abside) a fine anni '70, ancora con le celle carcerarie nelle navate laterali

In seguito alle soppressioni napoleoniche nel 1800, la chiesa divenne il carcere cittadino fino al 1993. Questo ne snaturò il carattere storico-monumentale: vennero aperte nuove finestre rettangolari, distruggendo l'antico pronao, e ricoperti gli affreschi gotici con vernice grigia, che in parte li ha conservati. Ad esempio, al centro dell'abside è stato ritrovato un affresco raffigurante Cristo Pantocratore, attribuito a Bartolino de' Grossi (al quale vengono anche attribuite le cappelle Valeri e Ravacaldi all'interno del duomo) e al suo allievo e genero Jacopo Loschi. La chiesa, la cui lunghezza supera quella del duomo, fu divisa in settori e in piani per installarsi le celle carcerarie e una falegnameria nella navata centrale. Il campanile venne trasformato per ricavarvi celle di rigore, una delle quali ospitò Gaetano Bresci, il regicida di Re Umberto I di Savoia. La cella del parmense Giovannino Guareschi si trovava invece all'interno dell'ex convento.
È molto particolare l'orientamento della costruzione, la cui abside è orientata verso il sole nascente del 22 dicembre, solstizio d'inverno, mentre il rosone è orientato in modo da far entrare i raggi solari del tramonto del solstizio d'estate. Lo stesso rosone si presta a varie interpretazioni mistiche ed esoteriche e contribuisce alla creazione della luce, del tutto particolare, all'interno del monumento.
Al fine di riportarlo al suo originario valore storico ed estetico, dal 2018 l'edificio è oggetto di un radicale intervento di restauro, che si è dapprima concentrato sulla messa in sicurezza della struttura ed attualmente (novembre 2023) prosegue coll'intervento sugli affreschi. La riapertura, con la dedicazione e riconsacrazione, è avvenuta il 3 ottobre 2021, nel corso di una solenne cerimonia presieduta dal vescovo di Parma Enrico Solmi.
Dall'8 dicembre, giorno dedicato all'Immacolata Concezione, del 2022 è stato eretto santuario diocesano con cerimonia celebrata dal vescovo Enrico Solmi.

## Descrizione

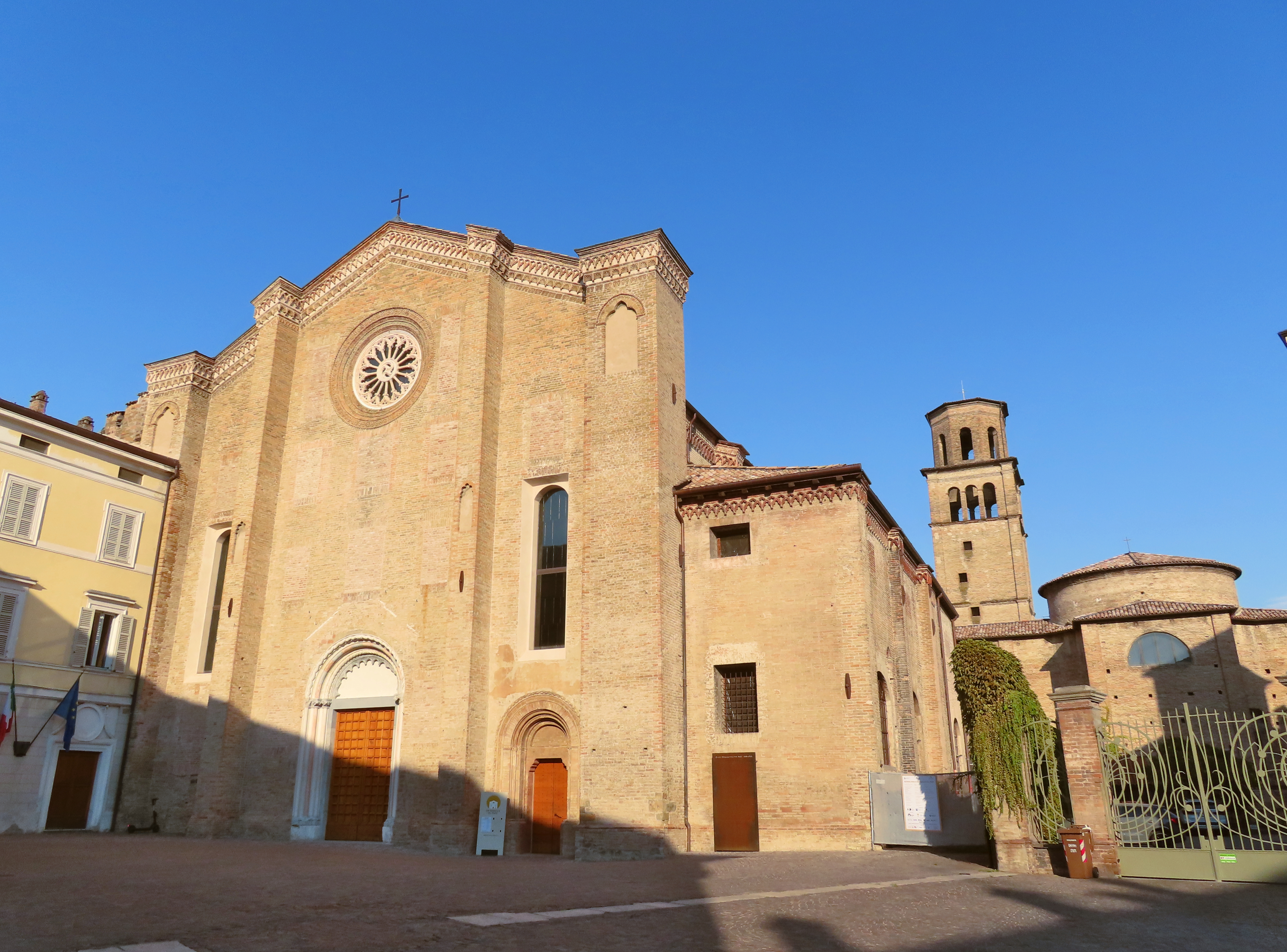
Facciata e lato sud

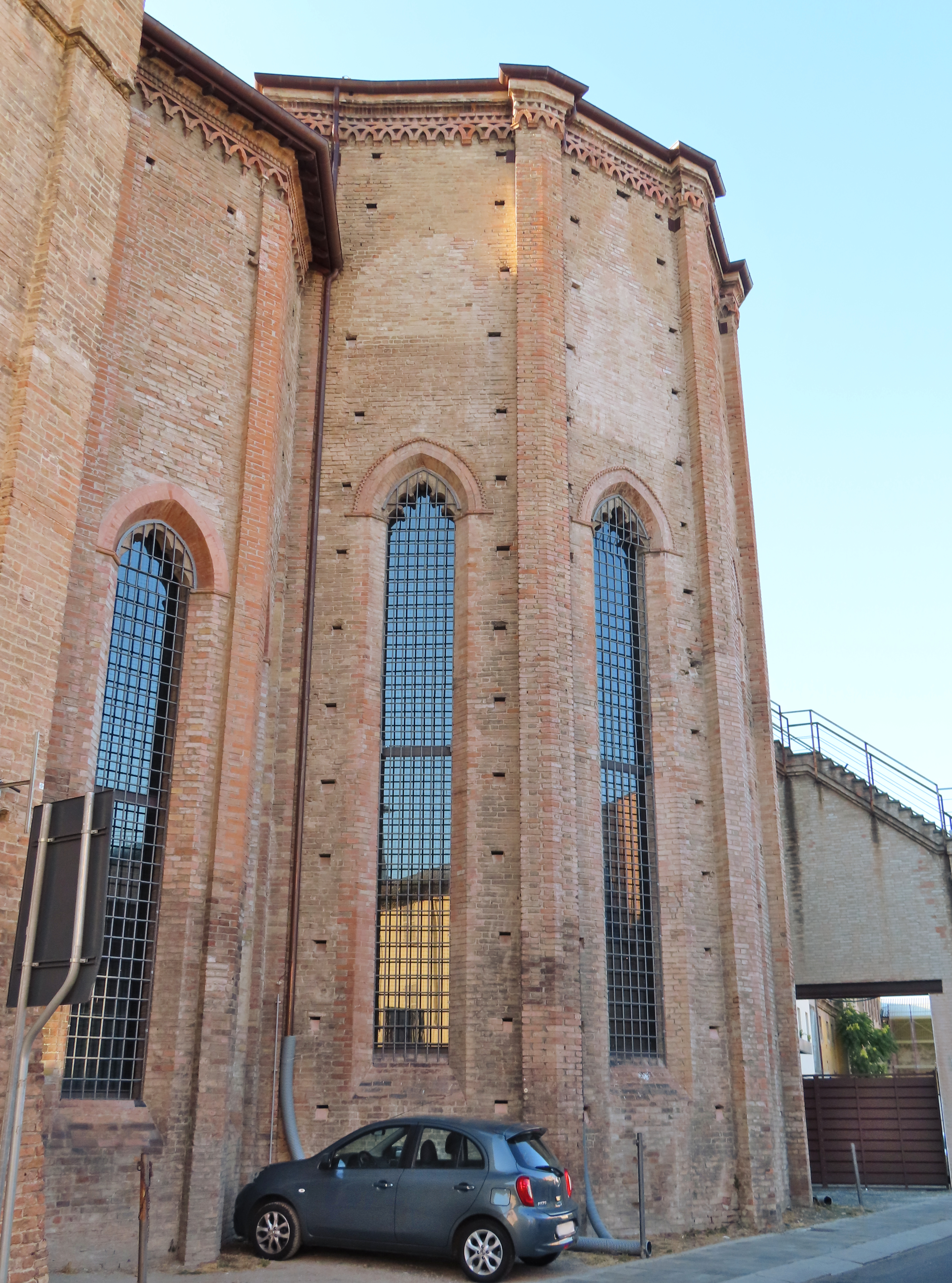
Absidi

Il portale centrale era arricchito da un vestibolo di marmo bianco, costituito da due piccole colonne sostenenti un arco che a sua volta sosteneva una guglia a cuspide esagonale. Il sovralzo era riccamente decorato, e al centro si trovava un altorilievo rappresentante Cristo. Nel 1810 il vestibolo venne tolto e la porta venne murata, così come accadde agli altri due portali laterali. Allo stesso tempo, vennero aperte nella facciata 16 finestre quadrate per dare luce agli ambienti carcerari.
Nel 1478 venne devoluta in testamento da Filippo da Enzola la somma necessaria per la realizzazione di un coro ligneo per la chiesa. Doveva essere interamente intarsiato, e mostrare vedute prospettiche dell'antica Parma. Possiamo farcene una idea osservando gli stalli del coro della chiesa di Sant'Uldarico che furono successivamente costruiti prendendo come esempio quelli di San Francesco del Prato. Nel 1808 il coro venne smontanto dalle truppe napoleoniche e abbandonato all'esterno. Non se ne conosce il destino, ma si può ritenere che sia andato del tutto perduto.
Anche dell'organo, costruito nel XV secolo dalla famiglia di organari padana dei Dell'Alpa, non si sa più nulla. Si può ipotizzare che possa essere stato trasferito in una chiesa della provincia. Sconosciuta anche la dislocazione del pulpito. Si trovava sulla terza colonna, in modo da potere essere visibile da tutti i fedeli. 

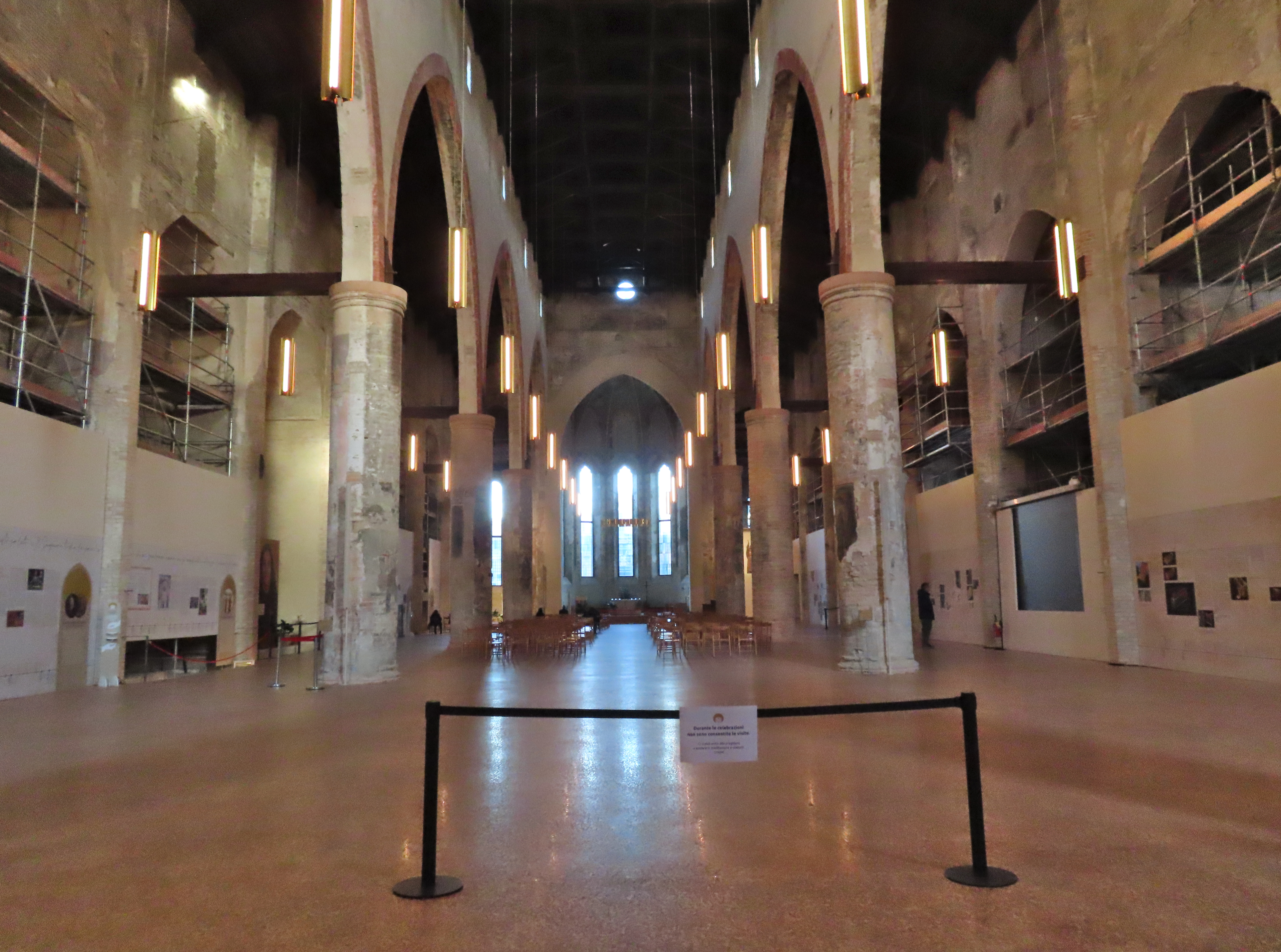
Navata centrale

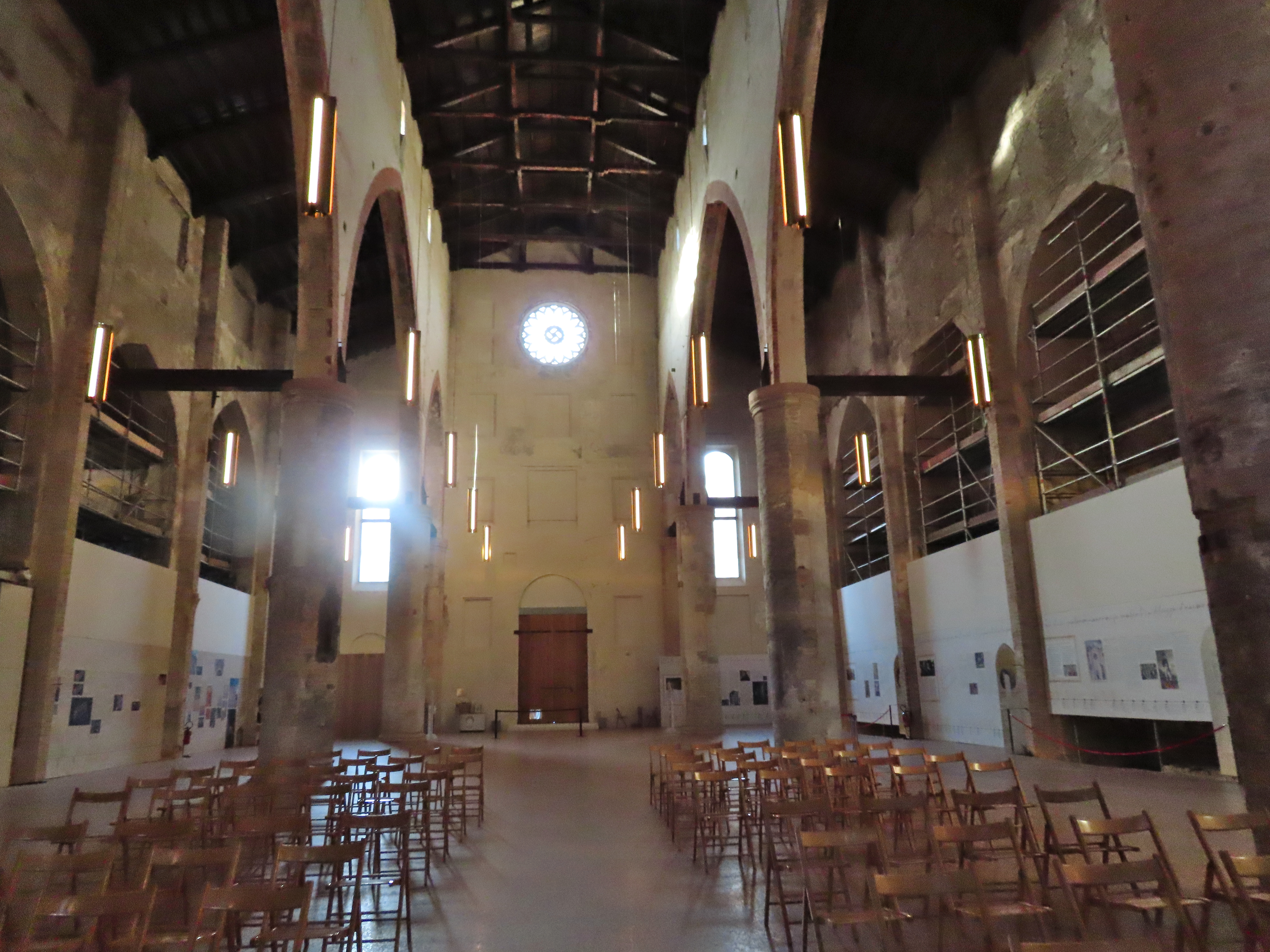
Controfacciata

Alcune delle tombe vennero recuperate dai discendenti, ad esempio quella di Ugolotto Lupi, portata nel castello di famiglia a Soragna, o quella di Antonello Arcimboldi, trasportata a Milano e tuttora presente al castello sforzesco. 
Alcuni dei quadri si salvarono, finendo nella chiesa della Santissima Trinità Vecchia o presso la Galleria nazionale di Parma. Le due grandi tele del pittore Clemente Ruta, rappresentanti Ester ed Assuero la prima e Giuditta con la testa di Oloferne la seconda, si trovano a Parma nella chiesa di Sant'Uldarico, ma provengono dall'Oratorio dell'Immacolata Concezione di San Francesco del Prato. Molti altri dipinti sono invece dispersi o distrutti.

## Oratorio dell'Immacolata Concezione

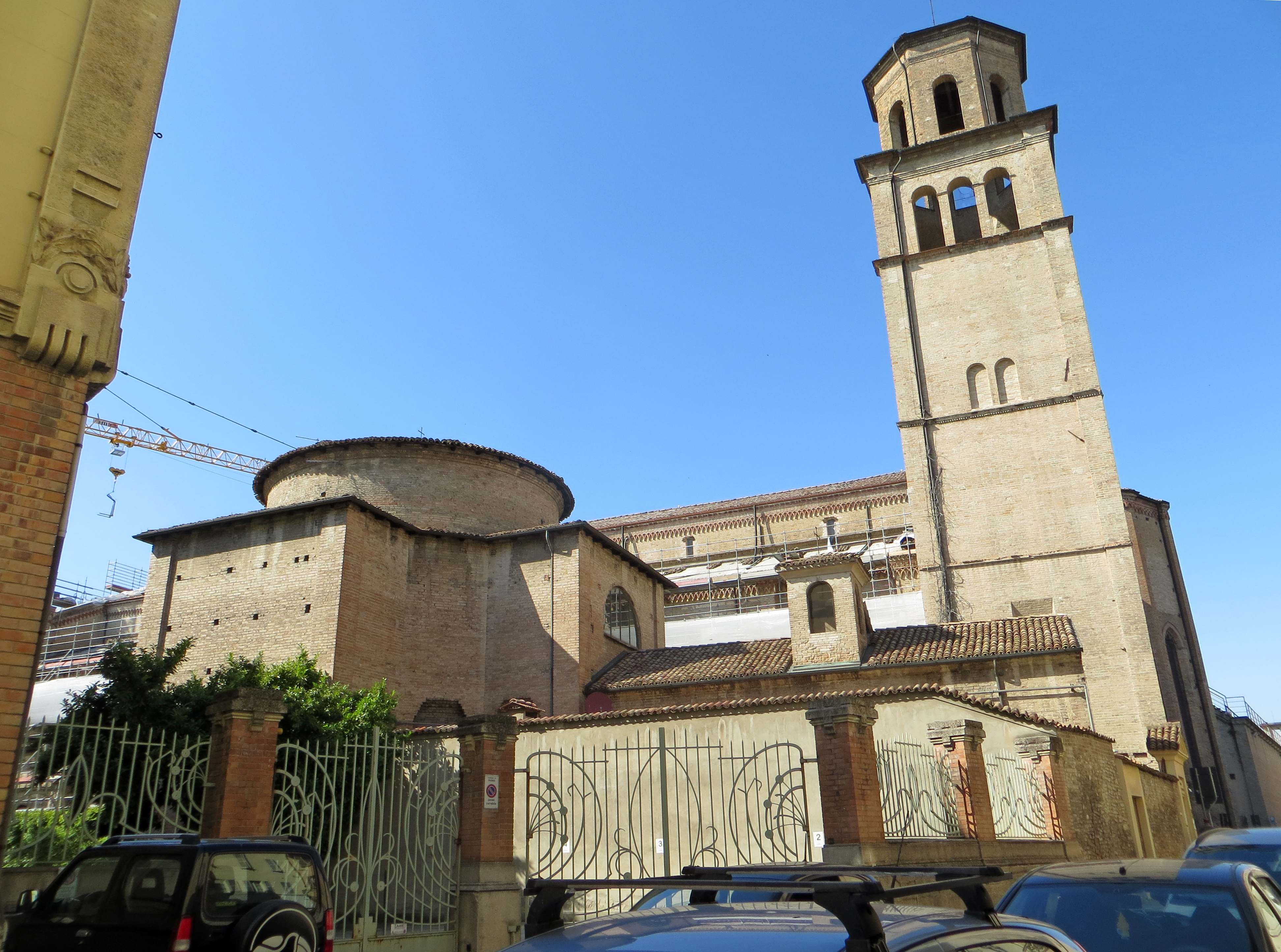
Campanile e oratorio dell'Immacolata Concezione

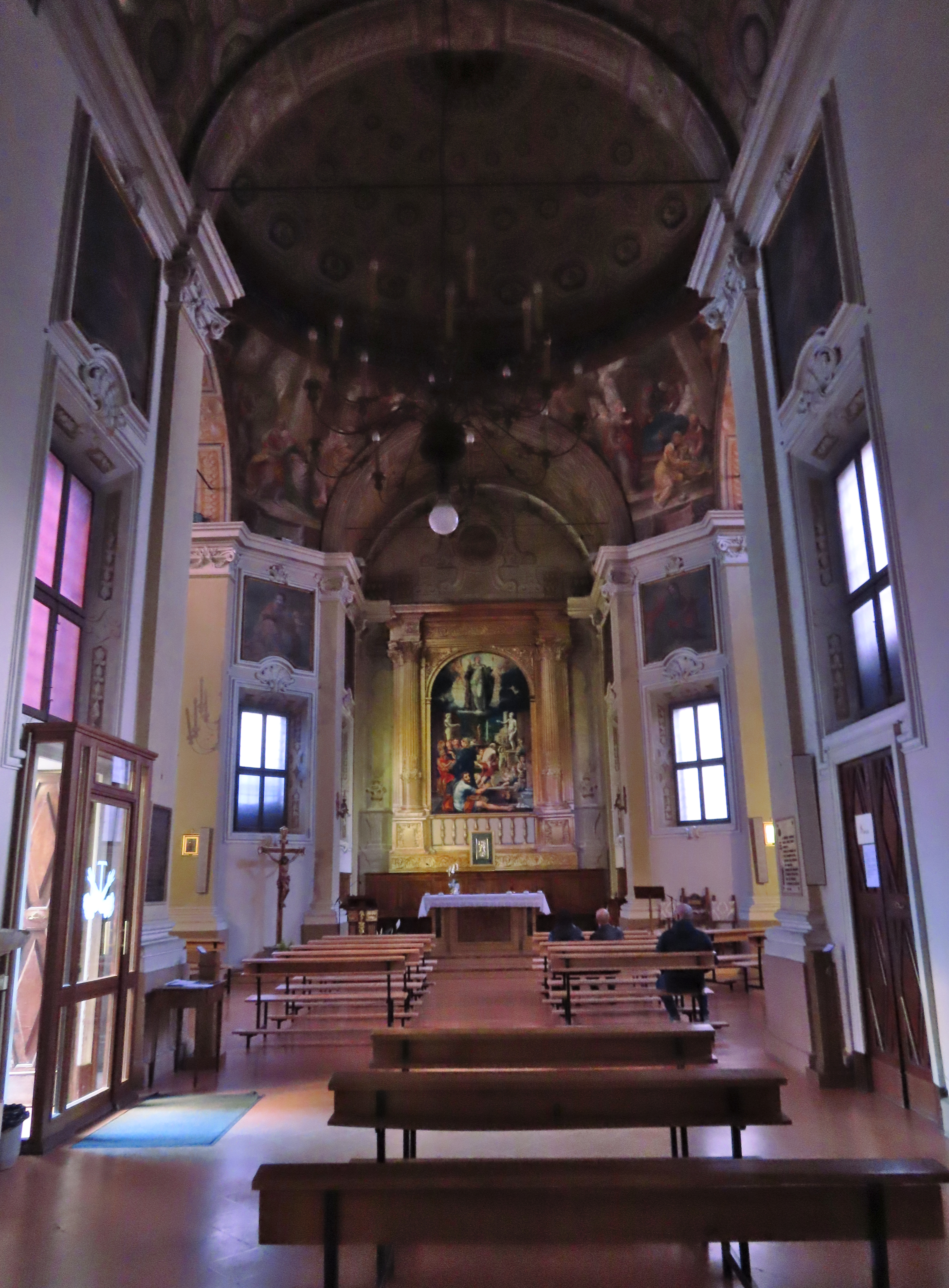
Navata

La più grande cappella della Chiesa di San Francesco del Prato, oggi conosciuta come oratorio della Concezione, venne progettata da Bernardino Zaccagni e Gian Francesco Ferrari d'Agrate. Costruito nel XVI secolo, a forma di croce latina (e ridotto in seguito dal carcere in croce greca), presenta pregevoli affreschi di Michelangelo Anselmi e Francesco Maria Rondani, entrambi collaboratori del Correggio. All'inizio del 1800 fu trasformato in deposito di foraggi e successivamente venne riaperto al culto come cappella del carcere, trasformazione che lo salverà dai danni subiti dal resto della chiesa. Divenne poi una segheria e un deposito di mobili, dopodiché venne riaperta nel 1958, in occasione del centenario delle apparizioni di Lourdes. L'8 dicembre 1970 fu nuovamente affidata ai francescani conventuali, tornati a Parma dopo quasi due secoli.
Nella zona di collegamento tra l'oratorio e la chiesa di San Francesco del Prato si trova un affresco, staccato dalla chiesa maggiore, raffigurante la Madonna col Bambino assieme a San Giovanni e San Francesco, con l'aggiunta di una piccola figura che rappresenta il committente.
Sull'altare maggiore si trovava il capolavoro di Girolamo Mazzola Bedoli, raffigurante La Concezione. Nel 1803 venne portato in Francia dalle truppe napoleoniche e dal 1816 (data della sua restituzione) si trova nella Galleria Nazionale di Parma. All'interno dell'oratorio della Concezione il quadro è stato sostituito da una copia.
Dalla porta d'ingresso al piccolo cortile dell'oratorio, oppure da quella ancora più angusta del campanile, passavano i condannati a morte. Le esecuzioni capitali venivano infatti eseguite sul poco distante bastione di San Francesco.